# .tp
Pour les articles homonymes, voir TP.
.tp était le domaine de premier niveau national (country code top-level domain, ccTLD) pour le Timor oriental. Le choix des lettres — pour Timor Português, Timor portugais — est un héritage des statuts premiers de la nation en tant que colonie portugaise. Le domaine fut introduit en décembre 1997 par Connect Ireland, un fournisseur d'accès internet de Dublin (Irlande) quand le Timor oriental était encore sous domination indonésienne.
Le domaine a continué à être utilisé bien qu'il ne soit pas en accord avec le standard ISO 3166-1 concernant les codes à deux lettres pour les noms de pays, du fait que le code du pays ait changé lors de son accession à l'indépendance, passant de TP à TL (Timor Leste ou Timor Lorosae).
Le domaine est resté actif jusqu'au 4 mars 2015 — et ce uniquement à des fins de compatibilité — mais plus aucun enregistrement n'était accepté et tous les enregistrés se sont vu accorder un domaine en .tl. Les nouveaux enregistrements pour le Timor oriental sont désormais effectués sous le ccTLD .tl.